# Das blonde Hannele
Das blonde Hannele ist eine deutsche Stummfilmromanze aus dem Jahre 1924 von Franz Seitz senior mit Maria Minzenti in der Titelrolle als Frau zwischen zwei Männern.

## Handlung
Erzählt wird die klassische Geschichte vom talentierten Künstler -- hier der Maler Walter Bergson -- und einem herzigen, blonden Mädel, das hier Hannele heißt und die Tochter des Lindenwirts ist. Beide lernen einander kennen und verlieben sich in malerischer Natur, so wie es eine Stummfilmromanze oft vorsieht. Als klassischer Nebenbuhler tritt, ebenfalls genregerecht, ein veritabler Fürst auf, der aber in seiner großmütigen Landesherrenart auf die (im Übrigen unstandesgemäße) Maid verzichtet und stattdessen dem Maler sein Glück gönnt. Um selbiges zu komplettieren, schenkt der Herrscher über Wälder, Rehe und Berge dem Maler gleich noch ein heimeliges Jagdschloss, damit dieser seinem blonden Hannele ein sorgenfreies Leben bieten kann.

## Produktionsnotizen
Das blonde Hannele entstand im Frühling 1924 auf dem Studiogelände in Geiselgasteig bei München, passierte am 19. Juli desselben Jahres die Filmzensur und wurde am 28. November 1924 in Berlins Schauburg uraufgeführt. Die Länge des mit Jugendverbot belegten Sechsakters betrug 2164 Meter.

## Kritik
Der Allgemeine Tiroler Anzeiger schreibt: „Was wir in diesen Bildern (Waldszenen, Jagd-, Geburtstags-, und Hochzeitsdiners, Wirtsstube, Küsse und ihr Gegenteil) sehen, ist das schon zum tausendsten Mal gefilmte. Der Film arbeitet mit viel zu viel Titeln. Auf die Nahaufnahme, die zwar für den Darsteller anstrengend ist, dafür aber das Dramatische energisch fördert, und den Text ersetzt, wird fast ganz verzichtet. Die Hauptdarstellerin … spielt mit zwar etwas wenig Geste und Bewegung recht natürlich und frisch.“